# 文公 (戦国燕)
文公（ぶんこう、生年不詳 - 紀元前333年）は、戦国時代の燕の君主。桓公の後を受けて燕国の君主となった。在位29年。